# 音速小子X
「音速小子X」（日语：ソニックX）是一部由日本東京電視台和TMS娛樂製作的動畫。風靡全日本的SEGA熱門電玩(SONICX)
,在日本東京電視
台與美國福斯電視台播出期間·創收親佳績
充滿速度與節奏感·融合美日卡通風格。作品角色取自著名電玩「刺猬索尼克系列」，劇情則是在穿越時空的原創故事中，混入系列過去多個遊戲的主線內容。總共三季，每季26集，第三季未在日本放映，有日文配音。日本於2003年4月6日至2004年3月28日於東京電視台播放第一季和第二季，而第三季(53~78集)於2020年3月25日起在日本正式播出。
香港在2005年1月3日至3月17日於無綫電視翡翠台首播第一季與第二季(1~52集)，其後在2005年10月5日至11月14日播放第三季，正式譯名為「音速小子X」。
台灣於2004年5/25(一)晚上7:30東森幼幼台 
(第一季至第三季完畢)。

## 劇情描述
像風一樣、不喜歡在同一個地方的音速小子·索尼克

## 故事大意

### 第一季（第1 - 26集）
根據傳說，能收集到七顆渾沌翡翠(Chaos Emerald，又譯「卡歐斯寶石」)就能獲得全世界，邪惡天才科學家 - 蛋頭博士企圖利用這股力量統治世界，但音速小子卻總是破壞他的計畫。在一次的對決中，音速小子把蛋頭博士的機器弄壞了，而蛋頭博士在混亂之下，按下了機器的開關，使得故障的機器啟動了渾沌控制(Chaos Control，又譯「渾沌制御器」)，造成時空扭轉，把音速小子與他的夥伴們送往另一個世界。在這個世界，音速小子認識了一名叫克里斯的少年，與他成為莫逆之交，也在克里斯的幫助下，找回失散的同伴，但蛋頭博士仍不放棄征服世界的野心，再度與音速小子展開死鬥。
※："Chaos"在英文的原意為渾沌(亦寫作混沌)，指的是虛空，或者沒有結構的均勻狀態。“卡歐斯”是“Chaos”音譯成日文“カオス”再音譯成中文的翻譯。Sega似乎在音速小子大冒險2(Sonic Adventure 2，DC/GC的電玩)中，將之定義為時間與空間的渾沌能量。

“Emerald”的原意是綠寶石或翡翠，但是渾沌翡翠只有一顆是綠色，所以翻為卡歐斯寶石。

“Chaos Control”算是一種動作或是現象，不算是機器，只是蛋頭博士必須靠著機器的力量去使用而已。

### 第二季（第27 - 52集）
音速小子與蛋頭博士持續的對抗，蛋頭博士找到沉睡已久的夏特，助其打敗音速小子，卻意外牽扯上傑拉德的計劃。事件結束後，由於渾沌制御器的影響，使得兩個世界融合，導致時間出現異常現象，為了回復原本的狀態，必須再次啟動渾沌制御器，把兩個世界分離。可是克里斯不願意這麼做，因為他並不想離開音速小子，與音速小子展開了一趟逃亡之旅，但他終究是放手了。

### 第三季（第53 - 78集）
塔爾斯、艾咪和克琳姆在觀賞流星雨時，意外認識了從外星來的波斯菊，同時梅達列克斯也開始攻擊他們居住的星球，並奪走行星之卵(Planet Egg)。正當大家被梅達列克斯搞的烏煙瘴氣時，克里斯竟然出現在王者翡翠(Master Emerald)前，原來他藉由王者翡翠發出的能量當媒介來到這個世界，但因為途中出了差錯，他的外表從十八歲變成十二歲，但記憶並沒有流失。經過波斯菊解釋後，才知道行星之卵被奪走的星球最後都會毀滅，於是，音速小子他們乘坐由塔爾斯所建造的 - 藍色颱風號展開了宇宙之旅。
※："Planet Egg"用在中文應該翻作"行星之卵"，因為"惑星"一詞為日文。"Master Emerald"翻作"綠寶石之母"比較不恰當，它的意思應該是指"渾沌翡翠之主"，而且綠寶石擁有可以控制混沌翡翠的能力，亦如同"渾沌翡翠之王"的存在，所以結合原文綠寶石應翻作"王者翡翠"較為合宜。

## 登場人物介紹

### 主要角色
（Sonic the Hedgehog，聲：金丸淳一(日)/李景唐(中)/梁偉德(港)）
本作男主角，15歲的藍色刺蝟，特点是能以极快的速度奔跑，似乎速度是无上限的。是蛋頭博士的頭號死敵。
是個不喜歡無聊、像风一样自由自在無狗無束的人,热爱冒险，永远都在寻找冒险的旅途上。他會按照自己的認知行事,遵守朋友间的約定,不背叛,會服從自己覺得合理的事,平时看起来非常活跃随性,但每当发生什么事情,就会變得意外的可靠。只不过出乎意料的一点是似乎完全不会游泳呢？
在第一季中，蛋頭博士的機器發生故障，被送到另一個世界。由於他不小心掉入游泳池，被克里斯救上岸，也因此與之相識，與朋友相聚之後就寄宿於克里斯家。與克里斯非常要好，在第26集中，他運用渾沌制御器把自己的世界與克里斯的世界融合，因為他不想跟他分開。第二季的49到52集中，因為索尼克把兩個世界融合的關係，時間正面臨靜止的危機，他不得不與克里斯道別。
第三季中，他以超級音速小子的姿態與黑歐克決鬥，但依然不敵這個金屬怪物而失敗，為了避免七顆卡歐斯寶石落入敵人手中，他將寶石分散至宇宙中。塔爾斯建造的大型太空船–藍色颱風號(Blue Typhoon)上有個大砲，索尼克以用高速旋轉的方式，從砲口發射，並且有個回收器，可以回收發发射出去的索尼克。
塔尔斯（Miles「Tails」Prower，聲：廣橋涼(日)/錢欣郁(中)/鄭麗麗(港)）
是個由于基因突变而擁有兩條尾巴在空中飛翔的雙尾狐狸。和蛋頭博士(Dr.Eggman)一樣厲害的機器迷,技術十分出色,但似乎没有意识到自己很厉害。對Sonic來說,他就像一个类似弟弟的角色·然而,Tails希望很厲害的 Sonic有一天也可以依靠他, 他的真名來自英語每小時英里。 其他人稱他為Tails。 他的年齡只有八歲而且天真善良，擁有天才的頭腦，特別擅長機械。 X blast和藍色颱風都是來自他的手中。
克里斯（Christopher Thorndyke，聲：小林沙苗(日)/雷碧文(中)/黃鳳英(港)(幼年)、森田成一(日)/李景唐(中)/黃鳳英(港)(成年)）
本名克里斯多福・松戴克。人類男主角，12歲，家境富有，在自家游泳池救起音速小子而與其相識，之後便把他當成家人看待，在音速小子有生命危險時，他會不顧一切拯救音速小子，也因此與他有著深厚的友誼。是居住在人類世界裡個性懦弱的男孩子,爺爺是科學家,爸爸是常不在家的電腦軟體公司的大老關,媽媽是明星·跟 Soni認 之後,他的價值觀慢慢產生變化,變成有人情味的人。
第三季中，與音速小子分開6年後，他為了到索尼克的世界，瞞著家人，但身邊好友知情此事，獨自進行實驗，但他前往索尼克的世界後，從18歲變成12歲的模樣。不過他的記憶並沒有遺失，他的知識對索尼克這趟旅程有很大的幫助。
最後克里斯與索尼克他們不告而別，但索尼克貌似知道此事，自己搭蛋頭博士發明能送回地球的機器回原本世界，但外表是否變回18歲外表就不得而知。
艾咪（艾咪・羅絲）（Amy Rose，聲：川田妙子(日)/雷碧文(中)/曾秀清(港)）
本作女主角，一隻身穿紅色連身裙、留著一頭粉紅色短髪的刺蝟女孩。她的戀愛總是很難成功,但是有她在的地方氣似乎氛會變好？她的直覺很準、心很純潔。自稱為索尼克的女朋友，並對他窮追不捨，令索尼克有些苦恼。個性活潑開朗，喜歡浪漫，很照顧週遭的人，跟克丽姆(Cream)很要好。攻击方式是掏出一把不知道从哪里拿出来的巨大锤子，且对这种重量意外的得心应手呢。
纳克鲁斯（Knuckles the Echidna，聲：神奈延年(日)/吳文民(中)/蘇強文(港)）
古代的戰鬥名族 - 針鼴族的末裔，因為是末裔，所以用族名作自己的名字。腦袋不大靈光，反应总是慢半拍。非常善良，永不放棄希望。容易受騙上當，常常被蛋頭博士欺騙，索尼克他們常开玩笑说他是單細胞生物。納克鲁斯不是土撥鼠，是針鼴，能挖的洞不深，所以納克才會需要鐵鍬爪(Shovel Claw)。
※"Knuckles"的原意是指關節，但日本人常將用為揍人拳頭(Sega製作的遊戲「怒之鐵拳」的標題原意)。音速小子以美國文化為主，"納寇茲"是英文音譯，日文音譯為"納克魯茲"(ナックルズ)，台灣地區則譯為"納克"。
芮比與起司（克琳姆與起司）（Cream the Rabbit & Cheese，聲：青木沙耶香(日)/錢欣郁(中)/何璐怡→林元春(港)（芮比）、廣橋涼(日)/林雅婷(港)（起司））
她是一個6歲的小兔子。雖然年紀小卻懂得關心別人，擅長做甜點。與好朋友起司總是形影不離。起司是一種叫「巧歐」（chaos）的生物。
※她的姓氏是英文的“兔子”（Rabbit）翻譯。其名字應翻譯為Cream（奶油），指的是泡沫狀的奶油。
波斯菊（Cosmo，聲：小櫻悅子(日)/錢欣郁(中)/周文瑛(港)）
第三季才登場，被梅達列克斯追緝，逃到索尼克居住的星球，為了奪回各星球的生命·行星之卵(Planet Egg)，與音速小子他們一同旅行。與塔爾斯是好朋友，最後為了打敗梅達列克斯犧牲自己的生命。
其族人擁有特殊的變身能力，男性可以變成巨大的怪獸，代價是迅速死亡，女性可以變身為植物，不論男女好像都會在死後變為植物的種子。
※：Cosmos可翻作宇宙或是大波斯菊，日本人常消掉最後一個s的發音(コスモ)。

### 蛋頭一夥
蛋头博士（Dr. Eggman，聲：大塚周夫(日)/林谷珍(中)/陳永信、招世亮（代配）(港)）
IQ300，但EQ方面卻是0，擁有過人的智慧，但卻不用在正途上，成天想著征服世界，老是受到音速小子與他的夥伴們的阻礙。但為了對付梅達列克斯也會與音速小子等人合作。
阿凸（Shrf. Decoe，聲：山口健(日)/陳幼文(中)/陳欣(港)）
蛋頭博士的助手。胸前有個「凸」的記號。顏色為黃色。在雙人組裡是個哥哥的存在，和阿凹感情很好，總是一起行動。有名古屋腔。
阿凹（Shrf. Bocoe，聲：島田敏(日)/吳文民(中)/黃啟昌(港)）
蛋頭博士的助手。胸前有個「凹」的記號。顏色為銀色。阿凸的弟弟。有博多腔。
柏君 M “阿博” (小蛋頭)（Bokkun M "Hiroe" (Eggman Jr.)，聲：小林由美子(日)/雷碧文(中)/黎桂芳(港)）
愛搗蛋的M系列傳信機器人，愛吃。有著調皮小鬼的個性，在惡作劇成功時會有「笨～蛋！」的口頭禪。喜歡芮比，然而這點卻被露姬拿來當成威脅的把柄。

### 松戴克家族
恰克（Chuck Thorndyke，聲：島田敏(日)/陳幼文(中)/黃子敬、張英才（代配）、陳曙光（代配）(港)）
克里斯的爺爺，同時也是一個科學家，與塔爾斯合作無間。塔爾斯回去另外一個世界前，在龍捲風(tornado，塔爾斯的飛機)裡作了第三段的強化作為離別禮物。
尼爾森&琳潔（Nelson Thorndyke & Lindsay Thorndyke，聲：山口健(日)/吳文民(中)/盧國權、蘇強文（代配）(港)(尼爾森)、進藤尚美(日)/錢欣郁(中)/盧素娟→沈小蘭、雷碧娜（代配）(港)(琳潔)）
克里斯的父母。尼爾森是電腦軟體公司的大股東，琳潔則是知名影星，皆是大忙人。因為工作忙碌的關係，常把克里斯丟在家裡，溺愛克里斯。
耶拉（Ella，聲：松本和香子(日)/錢欣郁(中)/區瑞華→雷碧娜、蔡惠萍（代配）(港)）
松戴克家的幫傭，負責煮飯、洗衣和打掃等工作。
愛德華・田中（Edward Tanaka，聲：今村直樹(日)/吳文民(中)/陳欣→李錦綸(港)）
松戴克家的管家，看似一板一眼，其實很好相處，個性穩重，擅長功夫，喜愛觀賞日本時代劇 。
山姆（Sam Speed，聲：田中總一郎(日)/吳文民（ep.1）、李景唐（ep.7起）(中)/雷霆(港)）
克里斯的叔叔，熱愛速度，每天都有不同的外號，對克里斯照顧有佳，職業是高速公路特勤組S小隊隊長，曾任總統的專車司機。

### 克里斯的同學
丹尼（Daniel，聲：進藤尚美(日)/錢欣郁(中)/梁少霞(港)吳文民(中)/鄺樹培(青年)(港)）
克里斯的死黨兼親戚。
芙蘭西斯（Frances，聲：鹽山由佳(日)/雷碧文(中)/黃麗芳(港)）
克里斯的死黨。
海倫（Helen，聲：日高範子(日)/錢欣郁(中)/黃玉娟、盧素娟(代配)(港)）
因為生病的關係，必須靠電動輪椅移動。52話之後，現18歲的她與克里斯一起做研究，跟克里斯似乎有進一步的感情。

### 天使島
音速小子他們居住的世界的其中一個島嶼，供奉著王者翡翠，得以漂浮在空中。
瓦妮菈（Vanilla the Rabbit，聲：青木沙耶香(日)/雷碧文(中)/盧素娟→陸惠玲(港)）
芮比的母親，和藹可親。常常做蛋糕給卡歐迪克斯偵探社的成員吃，可能是了解他們經濟拮据。名字是香草的意思。
貝克達（貝庫特）（Vector the Crocodile，聲：三宅健太(日)/陳幼文(中)/林國雄(港)）
卡歐迪克斯偵探社的社長。二十一歲，是一隻鱷魚，整天遊手好閒（因為辦公室都沒有什麼案件）。很喜歡克琳姆的母親瓦妮菈。
艾斯皮歐（Espio the Chameleon，聲：增田裕生(日)/吳文民(中)/馮錦堂(港)）
卡歐迪克斯偵探社的成員。十六歲，是一隻變色龍，總是負責調查行動，可以隨著環境改變外色。擅長隱身術，也會使用忍術。
查米（Charmy Bee，聲：鐵炮塚葉子(日)/錢欣郁(中)/蔡惠萍(港)）
卡歐迪克斯偵探社的成員。七歲，是個話匣子蜜蜂，卻意外的討人喜愛，負責幫助貝克達搬運雜物，跟貝克達活像一對父子。

### 梅達列克斯
黑歐克（闇橡樹）（Dark Oak，聲：中田讓治(日)/吳文民(中)/雷霆(港)）
梅達列克斯的首領，與波斯菊原本是同一族人，但穿著機械裝甲，有如機器人一般，為了達成森化的計畫，所以決定奪取其他行星的行星之卵，創造和平的寂靜宇宙，亦即杳無人煙的宇宙。
四大天王（The Big Four）
於第三季登場的敵人，跟闇橡樹一樣是波斯菊的族人，同樣穿著機械裝甲，他們追隨闇橡樹，分別為月桂樹貝爾(Pale Bay Leaf)、黑水仙納西斯(Black Narcissus)、黃櫸樹榆科(Yellow Zelkova)和紅松木(Red Pine)。其中紅松木是登場集數最少的四大天王，第一次出場就被吸入黑洞中身亡。

### 其他角色
夏特（Shadow The Hedgehog，聲：遊佐浩二(日)/陳宏瑋(ep.34-52)、林谷珍（ep.60起）(中)/陳欣(港)）
自稱「究極生命體」(The Ultimate Life Form)，由蛋頭博士的爺爺 - 傑洛德教授(Pr. Gerald)創造。年齡不明，長得跟音速小子很像，但是是黑色的毛髮，有著紅色的挑染。胸前有一撮白色的毛。
擁有操控渾沌寶石的力量，能力與音速小子相當，甚至在其之上，為了幫五十年前被誤殺的瑪莉亞(Maria)報仇而想要毀滅世界，但最後想起瑪莉亞真正的願望是保護人類所以「犧牲」自己保住地球。
蛋頭博士在他墜落於地球後，將之救起，但是他在第三季才得以恢復，且又喪失了記憶。由於蛋頭博士騙他可以讓他回復記憶，而聽從蛋頭博士的指示作事。後來從露姬戳破了蛋頭博士的謊言後，便離開了蛋頭博士，為了自己而行動。
想殺害波斯菊，目的是「為了不再讓更多人受害」。
個性冷靜，相當無口，非必要絕不開口，就算真的說話也只挑重點。有著伶俐的腦袋、冷徹的態度。高傲的姿態看周圍的任何一人都有如下品。平常時對任何事都不感興趣，但一旦認真起來便會快狠準的達成目的。
基本上不跟從任何人（會跟著蛋頭博士是因為有把柄被握著），也不聽從任何人意見。不怎麼合群，通常會無視他人所說的話。
多次與露姬合作，也會在她陷入危險時搭救她。也有著纖細的另一面，對露姬很照顧。
因為常常會將力量使用過頭，所以帶了金色手環狀的限制器將力量壓抑。若不帶上那個會在戰鬥過後脫力而昏厥，有時只是跌下喘息。
在音速小子系列中，是人氣僅次於音速小子的角色。
露姬（Rouge the Bat，聲：落合留美(日)/錢欣郁(中)/陸惠玲(港)）
十八歲，長相很性感的蝙蝠。喜歡卡歐斯寶石，為了得到它而跟從蛋頭博士，但有時也會到音速小子那邊找納克，似乎不站在任何一方，實為政府直屬特務。
有著不錯的戰鬥能力，得意技能是踢腿。
常跟著夏特，但被夏特認為是扯後腿的傢伙（實際上在夏特眼裡任何人都是扯他後腿的傢伙），其實很照顧他。
被納克稱作「蝙蝠女」。
比谷（胖貓比谷）（Big the Cat，聲：八代駿→長嶝高士(日)/陳幼文(中)/梁志達(港)）
悠閒的大方的生活在森林中的大貓。對睡覺，吃飯，都非常有興趣，擅長釣魚。擁有很強大的力量，和最喜歡的小青蛙（就是一隻青蛙）一起在森林里生活。如果朋友有難，一定會鼎力相助。 
第一季第一集客串，只是在釣魚。
蒂卡爾（Tikal the Echidna，聲：麻生香穗里(日)/雷碧文(中)/沈小蘭(港)）
四千年前Echidna族長的女兒，為了阻止暴走的卡歐斯而自我犧牲。
納克魯斯的祖先，生活在很久以前的天使島，當時的卡奧斯還沒有狂暴化，一切都很平靜。然而某天針鼴族為了得到王者翡翠的力量而殺害了保護王者翡翠的巧歐們，導致卡歐斯的異變，針鼴族滅亡，蒂卡爾自己也消失在大火中。 
在長久之後的現代，蒂卡爾化身為白色的光球，不停地給予索尼克幫助。
瑪莉亞（Maria Robotnik，聲：白鳥由里(日)/雷碧文(中)）
她是杰拉德教授的孫女，也是蛋頭博士的姐姐。她是存於夏特記憶中的神秘少女。在夏特的記憶中，瑪莉亞帶著他從宇宙殖民艦ARK逃離G.U.N部隊的途中為了讓夏特順利逃跑意外中槍而亡，這也是夏特從此憎恨人類的原因。
艾梅爾（Emerl）
是一個古代機器人，可以複製所有人的戰鬥力。曾一度被博君利用，幫蛋頭博士越獄。後來被被克林姆找到，並由塔爾斯修復。和索尼克他們一起生活，是克林姆最好的朋友。但後來在參加混沌翡翠比武會的時候，艾梅爾成為冠軍，並得到了紅色混沌翡翠，但它卻失控了，並襲擊了大家。最終被可利姆和起司聯手打倒，跌進海裡後下落不明，此時艾梅爾流下了黑色的眼淚，最後自爆。
克麗絲蒂・庫柏（Christina Cooper，聲：泉久實子(日)）
現任大總統補佐官，性格冷靜沉著。

## 每話標題介紹
1. 超音速英雄登場！
2. 潛入！99區
3. 蛋頭博士的野心
4. 卡歐斯綠寶石到手！
5. 劇烈衝突！索尼克VS納克
6. 大戰！教學機械人
7. 大混亂！克里斯的家庭舞會
8. 緊急起飛！X疾風號
9. 岸邊的艾咪
10. 激鬥！索尼克棒球隊
11. 美麗的怪盜露姬
12. 蛋頭博士基地總攻擊！(前篇)
13. 蛋頭博士基地總攻擊！(後編)
14. 追蹤英雄索尼克！
15. 無敵要塞！蛋頭堡壘來襲！
16. 目標瞄準！南海的沉船
17. 納克！憤怒的鐵拳
18. 熱帶大草原的大決鬥！
19. 古堡的亡靈
20. 出擊！蛋頭堡壘<二>
21. 速度比賽！索尼克VS山姆
22. 暑假中的驚人發現
23. 大混亂！六顆卡歐斯寶石
24. 搜捕索尼克大作戰！
25. 最後的卡歐斯寶石
26. 超級索尼克！誕生
27. 災禍開始
28. 謎之生物！卡歐斯
29. 被擄走的艾咪
30. 蛋頭母艦大作戰
31. 流浪的伽瑪
32. 大家的呼聲
33. 暗影計劃之謎
34. 夏特登場
35. 逃出監獄島
36. 來自宇宙的威脅
37. 太空上的戰鬥
38. 超級索尼克和夏特
39. 卡歐迪克斯偵探社
40. 蛋頭有限公司
41. 回復光明！
42. 艾咪！愛的逃避之行？
43. 家電大恐慌！！
44. 搞笑的間諜大作戰
45. 卡歐斯綠寶石爭奪戰！開幕！
46. 卡歐斯綠寶石爭奪戰！決賽！
47. 0緯度上的大決戰！！
48. 索尼克對地底怪獸
49. 世界靜止的一日！
50. 離別的早晨
51. 克里斯的長途旅行
52. 風之回憶

（以下日本未播）
1. 隨流星雨而來的少女
2. 藍色颱風號
3. 水之惑星，海多
4. 蛋頭博士加入戰爭！
5. 冰宮殿的激鬥！
6. 淑女與密林中的陷阱
7. 卡歐迪克斯送貨服務
8. 夏特回歸
9. 邪惡之船
10. 地底的秘密
11. 梅達列克斯的要塞
12. 索尼克V.S.影子
13. 貝克達是戀愛顧問？
14. 銀河迴廊
15. 納西斯的陷阱
16. 茉莉的夢想
17. 占卜行星，馬爾摩琳星
18. 致命漩渦
19. 難以置信的舉動
20. 梅達列克斯的真面目
21. 影子的入侵
22. 消失的行星
23. 最後決戰開始
24. 大家的關心
25. 波斯菊的行動
26. 行星的重生

## 製作人員
- 原案: 世嘉、Sonic Team
- 企劃：SONIC Project
- 監製：中裕司
- 總策劃：佐佐木絵美
- 監督：西山彰則
- 系統構成：正崎博
- 角色原案：上川佑司
- 角色設計：平山智
- 機械作畫監督：渡邊圭佑
- 機械設計:：森木靖泰
- 美術監督：飯島由樹子
- 美術設定：大河内稔
- 色彩設計：岩見美香
- 攝影監督：羽鳥歩
- 編集：長谷川久子
- 音樂：池頼廣
- 音效監督：百瀬慶一
- 音樂設計：高野壽夫
- 動畫製作人：水沼健二
- 製作人：笹村武史（東京電視台）、松元理人（TMS Entertainment）
- 監督：龜垣一
- 製作：東京電視台、TMS Entertainment

## 主題曲

### 片頭曲
1. 「SONIC DRIVE」
作詞：相田毅　作曲・編曲：渡部切爾　主唱：影山浩宣 ＆ 高取秀明

### 片尾曲
1. 「未來」(英文名:Mi-Ra-I Future) 第1-13話
作詞・作曲・編曲：馬場一嘉　主唱：RUN & GUN
2. 「光輝道路」(英文名:The Shining Road) 第14-39話、第53-78話
作詞：田口俊　作曲・編曲：松任谷正隆　主唱：廣重綾
3. 「T.O.P」第40-52話
作詞：KP　作曲・編曲：URU　主唱：KP

## 外部連結
- 音速小子 X（SONIC TEAM） （页面存档备份，存于）
- 音速小子 X（東京電影） （页面存档备份，存于）
- 音速小子 X（東京電視台） （页面存档备份，存于）